# Xã Jackson, Quận Allen, Ohio
Xã Jackson (tiếng Anh: Jackson Township) là một xã thuộc quận Allen, tiểu bang Ohio, Hoa Kỳ. Năm 2010, dân số của xã này là 3.056 người.